# Mehmed Reşid
Mehmed Reşid Bey (türkisch auch Mehmet Reşit Şahingiray; * 8. Februar 1873; † 6. Februar 1919 in Istanbul) war ein osmanischer Arzt und von 1909 bis zum Ende des Ersten Weltkriegs hoher lokaler Beamter des Osmanischen Reiches. Er war Mitbegründer des Komitees für Einheit und Fortschritt und einer der Verantwortlichen für den Völkermord an den Armeniern. Aufgrund seiner Herkunft wurde er auch Çerkez Mehmed genannt.

## Aufstieg
Mehmed Reşid wurde am 8. Februar 1873 im Kaukasus geboren. Die Familie floh im Jahre 1874 nach Istanbul. Mehmed besuchte dort die Militärmedizinische Akademie (Mekteb-i Tıbbiye-i Askeriye) und war gemeinsam mit einigen Mitstudenten Gründer des Vorläufers des Komitees für Einheit und Fortschritt (KEF). 1894 arbeitete Reşid als Assistent Düring Paschas am Haydarpaşa-Krankenhaus. Als seine Verbindungen zum KEF 1897 von der Polizei entdeckt wurden, wurde er nach Tripolis ins Exil geschickt. Er arbeitete dort 10 Jahre als Arzt und heiratete dort Mazlûme Hanım.
Nach der Jungtürkischen Revolution kehrte er nach Istanbul zurück und arbeitete dort als Militärarzt. In dieser Zeit war er noch nicht radikal antichristlich eingestellt. Er verfasste eine Schrift über die Entwicklung der jungtürkischen Bewegung, die die früheren Massaker an den Armeniern lebhaft verurteilte. Im Jahr darauf, am 20. August 1909, nahm er seinen Abschied und begann seine Karriere in der Staatsverwaltung, die ihn 1909 als Kaymakam nach İstanköy, später als mutasarrıf nach Homs, nach Trabzon, Kozan und nach Karesi und schließlich nach Diyarbekir zog. Während seiner Amtszeit als Bezirksgouverneur von Karesi organisierte er rigoros die Deportation  der dortigen Griechen, eine Politik, die vom osmanischen Innenminister Talât Pascha unterstützt wurde. Über die Jahre radikalisierte sich Reşid auch unter dem Eindruck der Balkankriege. Spätestens 1913 betrachtete er die Christen als innere Feinde. Dies ergibt sich aus seinen Balıkesir notları („Notizen aus Balıkesir“), wie Kieser schreibt.

## Gouverneur von Diyarbekir
Sein besonders gegen Armenier gerichteter Hass manifestierte sich in den Verschleppungen und Massakern an der christlichen Bevölkerung, die er nach seinem Amtsantritt als Gouverneur am 25. März 1915 in der Provinz Diyarbekir organisierte. Die Regierung hatte den bisherigen Gouverneur Hamid Bey, der als zu armenierfreundlich galt, durch Reşid ersetzt. Reşid hingegen ließ sich selbst davon überzeugen, dass die einheimische armenische Bevölkerung sich gegen den osmanischen Staat verschwüre, und er zeichnete Pläne für die “Endlösung der Armenierfrage” auf. Während der nächsten zwei Monate wurden die Armenier und Aramäer der Provinz Opfer einer brutalen Vernichtungskampagne, sie wurden im Zuge großangelegter Blutbäder und Deportationen nahezu ausgelöscht. Nach Aussage vom venezolanischen Offizier und Söldner Rafael de Nogales, der die Region im Juni 1915 besuchte, erhielt Reşid ein Telegramm aus drei Wörtern mit dem Inhalt “Verbrenne-Zerstöre-Töte”, ein Befehl, der als offizielle Genehmigung seiner Verfolgung der christlichen Bevölkerung zitiert wird. Es gibt mehrere Berichte über die Massaker in Diyarbakir und Umgebung. Am 10. Juli 1915 schrieb der deutsche Vizekonsul in Mossul an den Botschafter in Istanbul:

„Der frühere Mutessariff von Mardin, zur Zeit hier, mitteilt mir folgendes: Der Vali von Diarbekir, Reschid Bey, wüte unter der Christenheit seines Vilajets wie ein toller Bluthund; er hat vor kurzem auch in Mardin siebenhundert Christen (meistens Armenier) darunter armenischen Bischof in einer Nacht durch aus Diarbekir speziell entsandte Gendarmerie sammeln und in der Nähe der Stadt wie Hammel abschlachten lassen. Reschid Bey fährt fort in seiner Blutarbeit unter Unschuldigen deren Zahl wie der Mutessariff mich versicherte, heute zweitausend übersteigt.“

Botschafter Wangenheim verfasste zwei Tage später eine diplomatische Note an Talât Pascha. Als Reaktion verfasste Talât Pascha ein Telegramm an Mehmed Reşid, in dem er es untersagte, andere Christen als Armenier in die „disziplinarischen Maßnahmen“ (tedâbir-i inzibâtiye) einzubeziehen.
Im Herbst 1915 unterrichtete Mehmed Reşid Talât Pascha in einem Telegramm darüber, dass er 120.000 Armenier habe deportieren lassen.
Nesimi Bey und Sabit Bey, die Gouverneure der Bezirke von Lice und Sabit, wurden aufgrund ihres Widerstandes gegen die Tötungen per Eilbefehl von Reşid ermordet. Als er später vom KEF-Generalsekretär Mithat Şükrü Bleda gefragt wurde, wie er als Arzt das Herz hatte, so viele Menschen zu töten, antwortete er:

„Doktor zu sein ließ mich nicht meine Nationalität vergessen. In dieser Situation dachte ich bei mir, He, Doktor Reschid! Es gibt zwei Alternativen: Entweder werden die Armenier die Türken liquidieren, oder die Türken sie! Vor die Notwendigkeit gestellt, zu wählen, zögerte ich nicht lange. Mein Türkentum triumphierte über meine ärztliche Identität. Die Geschichte anderer Völker kann über mich schreiben, was sie will, mich bekümmert’s gar nicht. Die armenischen Banditen waren eine Menge schädlicher Mikroben, die den Körper des Vaterlandes befallen hatten. War es nicht die Pflicht des Arztes, die Mikroben zu töten?“

Mehmed Reşid wurde aus Diyarbakır abberufen und war vom 26. März 1916 bis zum 27. März 1917 Vali von Ankara und wurde dann wegen möglicher Korruption abgesetzt. Am 5. November 1918 wurde er verhaftet. Mit Hilfe von Freunden entkam er. Die Polizei spürte ihn erneut auf und Mehmed Reşid erschoss sich am 6. Februar 1919. Die Nationalversammlung in Ankara gewährte der verarmten Familie Reşids eine Pension aufgrund seiner „Verdienste für das Vaterland“ (hidemât-ı vataniye).
Mehmed Reşids Amtsführung in Diyarbakır wurde von Zeitgenossen auch innerhalb des Osmanischen Reiches einhellig als systematische Vernichtung von Christen verurteilt. Unionistische Politiker versuchten ihn nach der Niederlage, als Extremisten darzustellen, der auf eigene Verantwortung gehandelt habe.

## Bibliografie
- Taner Akçam: The Young Turks' Crime Against Humanity. The Armenian Genocide and Ethnic Cleansing in the Ottoman Empire. Princeton University Press, Princeton NJ u. a. 2012, ISBN 978-0-691-15333-9.
- David Gaunt: Death's End, 1915: The General Massacres of Christians in Diarbekir. In: Richard G. Hovannisian (Hrsg.): Armenian Tigranakert/Diarbekir and Edessa/Urfa (= UCLA Armenian History and Culture Series. Historic Armenian Cities and Provinces. Bd. 6). Mazda Publishers, Costa Mesa CA 2006, ISBN 1-56859-153-5, S. 309–359.
- Hans-Lukas Kieser: From „Patriotism“ to Mass Murder: Dr. Mehmed Reşid (1873–1919). In: Ronald Grigor Suny, Fatma Müge Göçek, Norman M. Naimark (Hrsg.): A Question of Genocide. Armenians and Turks at the End of the Ottoman Empire. Oxford University Press, Oxford u. a. 2011, ISBN 978-0-19-539374-3, S. 126–148, doi:10.1093/acprof:osobl/9780195393743.003.0007.
- Maurus Reinkowski: Die Dinge der Ordnung. Eine vergleichende Untersuchung über die osmanische Reformpolitik im 19. Jahrhundert (= Südosteuropäische Arbeiten. Band 124). Oldenbourg, München 2005, ISBN 3-486-57859-6, S. 67 f. (Zugleich, Bamberg, Universität, Habilitations-Schrift, 2002).
- Uğur Ü. Üngör: ‚A Reign of Terror‘. CUP Rule in Diyarbekir Province, 1913–1923. Amsterdam 2005 (ermenisoykirimi.net [PDF; 1,7 MB] University of Amsterdam, Thesis (Master)).
- Uğur Ümit Üngör: The Making of Modern Turkey. Nation and State in Eastern Anatolia, 1913–1950. Oxford University Press, Oxford 2011, ISBN 978-0-19-960360-2.